# Laurent Biondi

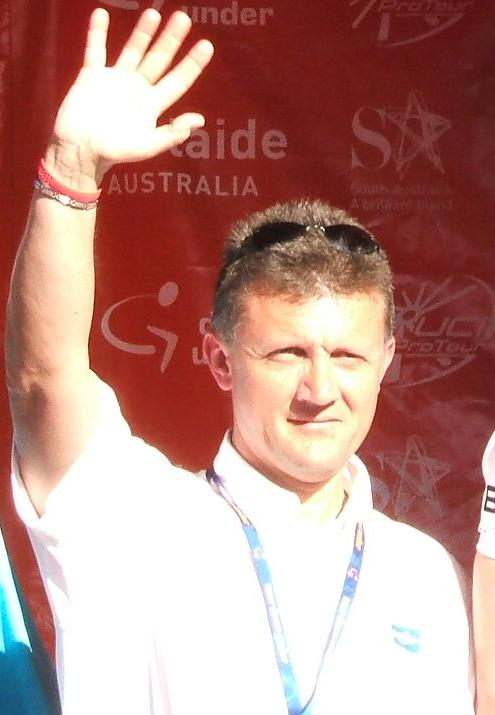
Laurent Biondi 2009

Laurent Biondi (* 19. Juli 1959 in Grenoble) ist ein ehemaliger französischer Radrennfahrer, Weltmeister und heutiger Sportlicher Leiter.
Seine erste Meisterschaftsmedaille gewann er 1981, als er bei den französischen Bahnmeisterschaften Dritter in der Mannschaftsverfolgung wurde. Laurent Biondi war ein vielseitiger Radrennfahrer, auf der Straße und der Bahn. 1982 wurde er Französischer Straßenmeister der Amateure und Meister im Punktefahren auf der Bahn. Anschließend trat er zu den Profis über. 1987 belegte er jeweils den zweiten Platz der französischen Meisterschaften in der Einerverfolgung sowie im Dernyrennen auf der Bahn. 1988 wurde er nationaler Meister im Punktefahren, 1990 Vize-Europameister im Zweier-Mannschaftsfahren, gemeinsam mit Philippe Tarantini, 1991 Vize-Europameister im Derny.
1990 errang Biondi im japanischen Maebashi die Weltmeisterschaft im Punktefahren. Sechsmal fuhr Laurent Biondi die Tour de France als Edelhelfer, ohne größere eigene Erfolge erringen zu können.
Auch startete Biondi bei 40 Sechstagerennen, von denen er drei gewinnen konnte, 1989 in Bordeaux mit Pierangelo Bincoletto, 1990 im heimischen Grenoble mit Laurent Fignon und 1991 mit Gilbert Duclos-Lassalle wiederum in Bordeaux.
1993 trat Laurent Biondi als aktiver Radsportler zurück. Später wurde er Sportlicher Leiter des Teams ag2r und als solcher 2004 in den Dopingfund von Pot belge verwickelt. Er wurde in der Folge zu drei Monaten Haft auf Bewährung verurteilt, beteuerte allerdings immer seine Unschuld. Anfang Mai 2007 wurde er in einem erneuten Verfahren freigesprochen und danach wieder bei „ag2r“ eingestellt.